# Southfield
Southfield je město ve Spojených státech amerických. Nachází se v okrese Oakland County ve státě Michigan. Ve městě žije  obyvatel a jeho rozloha činí . Město bylo založeno roku 1823. Na jihu sousedí s Detroitem, nejlidnatějším městem ve státě Michigan, od jehož centra leží asi 24 kilometrů. Ve městě sídlí Lawrence Technological University.
Ve městě se nachází enkláva Lathrup Village.

## Rodáci
- Jimmy Carson (* 1968) – americký hokejista
- Selma Blairová (* 1972) – americká herečka
- Keegan-Michael Key (* 1971) – americký herec